# Ian Gallagher
Ian Clayton Gallagher est un personnage fictif de la série américaine Shameless

## Version britannique

### Biographie fictive
Ian Clayton Gallagher (né le 11 août 1989) est le troisième né de la famille Gallagher et a 15 ans au début de la série en 2004. Il est le fils de Monica et Gary Bennett, fait révélé lorsque son groupe sanguin s'avère être incompatible avec celui du reste de ses frères et sœurs. Ses demi-frères sont Phillip Gallagher, Carl Gallagher, Liam Gallagher , et ses demi-sœurs sont Fiona Gallagher, Debbie Gallagher,  Il a une nièce, Katie Maguire. Il travaillait au Jockey comme barman et dans les saisons les plus récentes, sa profession, s'il en a une, n'est pas révélée.
Dans les premières saisons, Ian est montré comme le frère le plus proche de son frère Phillip, avec qui il partage une chambre, qui est initialement le seul membre de ma famille à savoir qu'il est gay. Les frères doivent souvent faire attention l'un à l'autre, en ce qui concerne leurs secrets respectifs. Dans les dernières saisons, toute la famille, sauf Frank, sont au courant de son orientation sexuelle.
Ian est souvent identifié comme gay, ayant des relations avec des hommes plus âgés tout au long des quatre ou cinq premières saisons. Kash Karib est sa seule relation longue, bien qu'il ait eu une relation avec Sean Bennett, et une relation amicale et parfois sexuelle avec Mickey Maguire. Comme il n'est pas au courant de l'identité de son vrai père, Ian couche sans le savoir avec son demi-frère. Ian voit Sean aux funérailles de leur père biologique et raconte plus tard la vérité à Sean, qui veut continuer à le voir, mais finit par reconnaître qu'ils ne peuvent pas ignorer leur lien familial. À partir du début de la saison 4, Ian a un certain nombre de relations avec des femmes. Il a à plusieurs reprises des relations sexuelles avec une filles qu'il cache brièvement chez lui pour la protéger, mais lorsqu'elle lui propose de partir avec elle, il refuse, sachant que la relation ne marcherait pas.  Il a une relation de convenance avec Mandy Maguire, pour garder son secret, qui devient presque sexuelle alors qu'ils sont tous les deux au plus bas, mais ils se cherchent jusqu'au moment où Ian décide que c'est une mauvaise idée. Dans la saison 7, Ian commence une relation sérieuse avec Maxine Donnelly. Quand le frère de Maxine, Bruce, lui demande si le fait qu'ils soient ensemble signifie qu'il est "bisexuel", Ian lui répond qu'il pense qu'il a juste trouvé la bonne personne.
Comme Gerard Kearns doit faire une pause dans la série pour jouer dans un film, Ian part lors du premier épisode de la saison 6 souffrant d'amnésie. Il est aperçu dans le deuxième épisode dans une vidéo de lui faisant la fête à l'étranger et apparaît par webcam plus tard. Il revient dans le septième épisode, ce qui marque le début de Danny, un adolescent sourd qu'Ian transporte accidentellement dans son coffre au Royaume-Uni. Ian vit dans la maison du grand-père décédé de Danny, louée par la tante Pegg de Danny par gratitude. Danny et Pegg déménage plus tard en Espagne.
Dans la saison 7 en 2010, il apparaît qu'Ian est resté à l'adresse de Danny et a accepté Micky Maguire comme locataire. Ian s'occupe de la copine de Carl quand elle décide d'avorter et de quitter Carl. Elle emménage avec Micky et Ian. La situation se complique quand Maxine demande à Ian de jouer le rôle de son copain pour impressionner ses parents. Ian et Maxine commencent à avoir des sentiments l'un pour l'autre et couchent ensemble. Micky les voit et tente de convaincre Ian qu'il ne devrait pas être avec une femme, mais Ian lui répond que les étiquettes ne comptent pas et qu'il a envie d'être avec Maxine. Ce qui mène à une rupture avec  Micky, qui se sent trahi. Micky le dit à Carl, qui tabasse Ian dans les toilettes du Jockey. Malgré les tensions, Ian et Maxine se mettent en couple.
Même avec l'animosité persistante de Carl et Micky, Ian et Maxine sont heureux mais sont compromis quand Carl (et Chesney) s'enfuit après avoir été accusé de meurtre. Ian commence par ne pas avoir de problème avec l'absence de Carl, mais est plus concerné par l'inquiétude de Maxine pour Carl. Alors qu'Ian et Maxine se trouvent au Jockey, Maxine confronte Jimmy, que tout le monde sait être le meurtrier. Sous les yeux de Ian, la sœur de Jimmy frappe Maxine à la tête avec une queue de billard. Ian se sent honteux de laisser Maxine se battre et malgré le fait qu'elle le rassure, il commence à croire qu'elle serait mieux avec Carl. Pour prouver la culpabilité de Jimmy, Ian essaie d'enregistrer une confession de Jimmy, mais celui-ci s'en rend compte et le bat sauvagement. Ian commence à se retirer et est incapable de coucher avec Maxine. Pendant la période où ils sont ensemble, il devient de plus en plus paranoïaque à propos des sentiments de Maxine pour Carl à chaque fois qu'elle prononce son nom. Le nom de Carl est bientôt blanchi et il tente de faire amende honorable avec Ian mais celui-ci n'est pas intéressé. Il accuse de nouveau Maxine de vouloir être avec Carl, ce qu'elle nie. Malgré le conflit, Ian et Maxine ont des sentiments très forts l'un pour l'autre et Carl convainc Maxine qu'elle et Ian sont faits pour être ensemble. Ian débarque à l'hôpital peu de temps après leur conversation, Ian et Maxine se sourient et se réconcilient.
Pour l'épisode final de la saison 7, Ian et Maxine, rentrant chez eux, sont agressés dans la rue. Ils ne se laissent pas faire et prennent le dessus sur le hooligan et le ramènent inconscient chez eux. Le voyou se révèle être un mercenaire de Roscoe, un baron du crime basé à Moss Side. Après des heures à décider quoi faire de lui, Maxine surprend une conversation où Ian admet qu'il préférerait « plutôt le baiser de le tuer ». Cela semble être la fin de la relation, la sexualité de Ian peut pourtant se révéler être la source d'infidélités futures. Alors qu'Ian est prêt à tuer le voyou, Maxine et lui découvrent qu'il s'est échappé pendant qu'ils parlaient. Ian est vu plus tard avec un sac à dos, partant de Chatsworth. On ne sait pas s'il cherche à quitter Maxine ou à fuir le gang de Roscoe. Il croise Karen, alors qu'elle et Joe sont sur le point de quitter Chatsworth eux-mêmes. Après avoir vu Joe maltraiter Karen, Ian se cache dans le coffre de la voiture de Joe. Joe tente de battre et d'abuser Karen, Ian le tue et quitte la série pour se débarrasser du corps.
Plus tard, dans un épisode de la saison 8, Carl est montré recevant un SMS d'anniversaire de Ian. Lip mantione que Ian est fiancée avec une personne trans.

### Développement
Le personnage de Ian est inspiré par différentes sources provenant de la vie du créateur de la série Paul Abbott, dont un neveu gay qui ne l'a pas révélé à toute sa famille. La relation de Ian et Kash est basée sur une relation qu'Abbott a eu avec la femme d'un épicier quand il avait 14 ans, avec le genre de l'adulte changé pour l'histoire de Ian.

## Version américaine

### Biographie fictionnelle
Ian Gallagher est né en 1996, produit d'une aventure due à une prise de Phéncyclidine par sa mère Monica et un frère encore non identifié du patriarche de la famille Gallagher, Frank, lors de l'été 1995. Monica cache cette aventure à la famille, les laissant croire qu'Ian est le fils de Franck. La vérité est découverte quand Ian subit un test ADN dans l'espoir de prouver que Franck n'est pas son père biologique. Ian a l'impression que Franck le fait et lui en veut, des sentiments que sa sœur Fiona  attribue à la grande ressemblance entre Ian et Monica, plus que tous les autres enfants.
Ian est très ordonné et discipliné, des traits attribués à son appartenance au Junior Reserve Officers' Training Corps. Sa formation JROTC a également permis à Ian  de maîtriser des armes légères et il est un excellent tireur.
Ian est gay et encore dans le placard. Quand son frère aîné Lip trouve des magazines porno gay cachés dans leur chambre, il le confronte aux faits avant de demander à la voisine Karen Jackson, à qui il donne des cours, lui fasse une fellation. Quand Karen confirme qu'il n'était pas excité, Lip en vient à accepter son frère et devient le confident de Ian.

### Première saison
Lors de l'ouverture de la saison, Ian est impliqué dans une relation avec Kash, le propriétaire de Kash and Grab, l'épicerie de quartier où il travaille. Kash, musulman du Moyen-Orient, est marié à Linda, une femme qui s'est convertie pour l'épouser, avec qui il a deux enfants. Habituellement, Ian et Kash couchent ensemble dans la réserve mais un week-end alors que Linda et les enfants sont sortis de la ville, Kash invite Ian chez lui. En voyant la réalité de la vie de Kash avec sa famille, Ian refuse de rester plus longtemps.
La camarade de classe de Ian, Mandy Milkovich, exprime un intérêt pour lui. Comme il ne montre pas de réciprocité, elle dit à ses frères qu'Ian l'a forcée à coucher avec lui. Après les avoir semés, il révèle à Mandy qu'il est gay, qui, non seulement dit à ses frères d'arrêter, mais lui propose d'être une couverture en étant sa copine.
Ian continue à voir Kash mais Linda, qui a installé des caméras de sécurité à cause des vols fréquents à la boutique, les surprend en plein acte sur la vidéo. Étonnamment, elle se fiche que la relation continue mais elle exige que Kash la mette enceinte avant qu'il ne puisse recoucher avec Ian. Pendant ce temps-là, Mickey Milkovich, un des frères de Mandy et voleur très agressif, vole l'arme à feu gardée dans la boutique. Ian se rend alors chez les Milkovich, déterminé à récupérer l'arme. S'ensuit une altercation où les deux réalisent l'attirance qu'ils ont l'un pour l'autre et couchent ensemble. Ils continuent à se voir pour le sexe, bien que Mickey nie tout attachement émotionnel à Ian ; Ian prend ses distances avec Kash. Kash finit par les surprendre ensemble dans la boutique, et, en réaction, tire sur la jambe de Mickey et le fait arrêter pour vol.
Après l'annonce que Franck n'est pas son père, Lip encourage Ian à retrouver son père biologique qui, d'après le test ADN, est quelqu'un proche de Franck. Lors d'une visite à "Grammy", la mère de Franck, incarcérée à la suite de la mort de deux personnes lors d'une explosion d'un labo de meth, Ian et Lip apprennent que Franck a trois frères, Clayton, Jerry et Wyatt. Wyatt, cependant, est éliminé de la liste puisqu'il perdit ses testicules alors qu'il servait à la Navy. Jerry, s'avérant être le jumeau de Franck, refuse de leur parler. Clayton ressemble énormément à Ian et les frères en déduisent qu'il en est le père. Lip suggère que Clayton ferait un meilleur père que Franck mais Ian insiste sur le fait que Franck est son père que le reste de ses frères et sœurs est sa famille.
La saison 1 se termine avec l'arrestation et le relâchement de Ian, pris avec Lip dans une voiture volée par Steve, le copain de Fiona. Ian révèle son homosexualité à Fiona qui lui répond qu'elle le sait déjà.

### Deuxième saison
La saison 2 commence l'été suivant. Ian travaille toujours à Kash and Grab mais sa relation charnelle avec Kash est terminée, celui-ci ne pouvant plus concilier son homosexualité et son mariage, fuit. Ian n'est plus intéressé par les Marines, il s'est fixé l'objectif d'être admis à l'Académie militaire de West Point. Il n'a pas d'assez bonnes notes, Lip propose donc de lui donner des cours. Bien qu'il veuille l'aider, Lip ne veut pas que Ian joigne l'armée pour "se battre pour un pays qui pense que tu es une erreur de Dieu". Un colonel que Lip connait par un contact à l'université laisse un dossier d'admission pour West Point à Ian, qui est attristé d'apprendre que l'officier pense que Lip est celui qui est intéressé. Cela conduit à une confrontation physique entre les deux frères, qui refusent ensuite de communiquer jusqu'à ce que Grammy, récemment relâchée de prison pour raisons médicales, réussisse à les convaincre de se battre à nouveau. Peu après, Ian avoue qu'il se sent comme dans l'ombre de Lip. Ils se réconcilient.
Mickey est relâché de "juvie" et lui et Ian reprenne leur relation. Mickey se fait employer pour la sécurité à Kash and Grab . Frank les surprend en plein acte et Mickey, craignant que son père le tue si Franck lui dit ce qu'il a vu, décide de le tuer. Après l'avoir espionner quelques jours, Mickey change d'avis et agresse un officier, violant sa conditionnelle et retourne en détention juvénile.
Monica Gallagher revient après la mort de la mère de Frank, Grammy. Elle dit à Ian que Franck lui a raconté ce qu'il avait vu et qu'il devrait être fier de ce qu'il est. Elle l'emmène à son premier bar gay. Le lendemain, Ian, dépressif après une note faible à un test de maths, permet à Monica de l'emmener au centre d'enrôlement local. Il est recalé car il n'a pas terminé le lycée. Le matin suivant, Ian est attaqué dans la cuisine par Terry Milkovich, le père de Mandy, persuadé que Ian l'a mise enceinte. 
Ian passe les jours suivants à éviter Terry mais cela devient de plus en plus difficile. Lip suggère qu'ils placent le pistolet de Grammy dans la maison des Milkovich, pour que la conditionnelle de Terry soit violée et que, si le pistolet est lié à un crime, il soit incarcéré à vie. Ils entrent par effraction et découvrent que Terry a déjà de nombreuses armes. Terry les voit. Lip s'échappe mais Terry coince Ian et s'apprête à lui tirer dessus quand Mandy, brandissant un fusil, lui ordonne d'arrêter. Terry sait déjà que c'est lui le père. Mandy explique un peu plus tard que quand il boit, Terry la prend parfois pour sa mère décédée mais insiste que "ce n'est pas très grave". Ian l'aide à collecter l'argent pour se faire avorter.
La veille de Thanksgiving, Ian retourne dans le bar gay.  Il repart avec un homme plus âgé, Ned, et passe la nuit avec lui. Quelques jours plus tard, Fiona insiste pour un dîner soit organisé pour les Gallagher et la famille de Jimmy. Ian est choqué de reconnaitre Ned à la table, qui est en fait Lloyd, le père de Jimmy, qui lui envoie de nombreux messages suggérant qu'ils se retrouvent. Ian tente de le dire à Fiona à plusieurs reprises mais est interrompu par Franck qui le plaque contre un mur, furieux du départ de Monica. Ian est sauvé par Estafania, la femme de Jimmy, qui assomme Franck avec une poêle à frire.

### Troisième saison
La troisième saison se passe plusieurs mois après l'incident avec Franck. Ian essaie toujours d'augmenter ses chances d'intégrer West Point, tout en aidant financièrement la famille. Il est toujours en contact avec Ned, leur relation s'étant transformée en "relation libre". Quand Mickey revient dans l'épisode "The American Dream", Ian est confus quant à savoir si Mickey l'aime ou pas. Surtout après que ce dernier ait couché avec une fille du quartier. Ian réalise plus tard que Mickey se soucie de lui quand Mickey les suit, Ned et lui, dans un bar gay.
Ned demande plus tard à Ian de cambrioler sa maison pour récupérer ses affaires puisque sa future ex-femme a fait changer les serrures. Ian recrute Mickey et deux autres amis pour le faire, mais  quand Mickey demande à Ian pourquoi il aime Ned, celui-ci répond que Ned n'a pas peur de l'embrasser. Juste avant que Mickey n'entre dans la maison pour le hold-up, il embrasse Ian pour la première fois.
Quand Ian et les autres enfants Gallagher sont enlevés par les services de protection de l'enfance, Mickey le laisse rester chez lui puisque son père Terry est parti en voyage de chasse. Terry rentre plus tôt et surprend Mickey et Ian en plein milieu de leurs ébats. Il les bat tous les deux et force Ian à regarder Mickey coucher avec une prostituée. Après cela, Mickey fait tout son possible pour éviter Ian.
Aprenant son mariage imminent Ian confronte Mickey qui ne lui répond pas et s'en va. Ian le rattrappe. Mickey le repousse violemment. Quand Ian lui demande d'admettre qu'il l'aime et qu'il est gay, Mickey se retourne et lui assène un coup de poing et un coup de pied au visage et s'en va le laissant allongé au sol. 
Ian apprend par la suite que Mickey se marie avec la prostituée que Terry avait appelé. Il tente une dernière confrontation avec Mickey à son mariage. Mickey lui dit qu'il ne s'agit que d'un bout de papier et qu'ils peuvent toujours continuer leur aventure. Ian lui demande d'annuler le mariage mais Mickey ne sachant quoi répondre se contente de l'embrasser passionnément. Après avoir fait l'amour, Ian pense que Mickey va annuler le mariage mais Mickey lui rétorque qu'il n'a pas le choix. Ian essaie encore de le convaincre et Mickey peine à lui dire "Tout le monde n'est pas capable de dire ce qu'ils ressentent à chaque minute" exprimant pour la première fois des sentiments pour son amant. Ils sont interrompus par Mandy qui vient chercher son frère qui est attendu pour la cérémonie. Mickey se marie sous les yeux d'Ian qui se réfugie dans l'alcool. En fin de soirée alors qu'il ne restent qu'une poignée d'invités Ian se tourne vers son frère Lip qui est près de Mandy. Lip lui dit qu'il n'aurait pas dû venir, Ian lui répond "Essaie de rester assis dans ton coin pendant que la personne que tu aimes - Non pardon, le mec que tu te tapes se marie..." devant Mandy choquée.
Dans le dernier épisode, Ian semble aller mieux. Il a fait le deuil de sa relation avec Mickey. En allant voir Mandy, Mickey l'interpelle, lui demande de venir dans sa chambre. Ian accepte à reculons et reste sur le seuil. Mickey lui propose de reprendre leur relation ce à quoi Ian lui répond qu'il s'engage dans l'armée. Mickey parait abattu puis se reprend en lui disant qu'il ne va pas lui courir après. Quand Ian lui dit qu'il n'était pas venu pour lui, Mickey ne parvient qu'à balbutier quelques mots  et tente en vain de retenir ses larmes. Ian le laisse sans ajouter un mot. Le lendemain, il monte dans le bus de l'armée et on apprend qu'il a pris l'identité de son frère étant lui-même trop jeune pour s'engager.

### Quatrième Saison
Si dans le début de la saison, Ian est porté disparu, on le retrouvera plus tard travaillant dans un bar comme strip-teaser. Dès sa première apparition dans la saison, on se rend compte qu'il agit bizarrement. Mickey va donc partir à sa recherche et le ramener à la maison. Il continue d'agir bizarrement mais entretient tout de même une relation "cachée" avec Mickey car celui-ci ne veut toujours pas faire son coming-out. 
Pendant ce temps, le fils de Mickey et Sveltana naît et son père est toujours en prison. Lors d'une fête célébrant la naissance du bébé, son père Terry revient et Mickey doit continuer à cacher son homosexualité mais Ian lui fait clairement comprendre qu'il en a marre de leur relation cachée et que s'il ne sort pas du placard tout est fini entre eux. Ne voulant pas que Ian parte, Mickey fait donc son coming out à la fête en disant qu'il est gay et finit donc par se bagarrer avec son père homophobe. 
À la fin de la saison, on comprend donc que Mickey et lui sortent ensemble, mais celui-ci commence à agir de plus en plus bizarrement, notamment lorsqu'il ne veut pas se lever et semble dans un état de dépression assez inquiétant. Mickey, inquiet, prévient la famille Gallagher, et Fiona pense donc que Ian est bipolaire comme leur mère Monica. Refusant de l'hospitaliser et clairement dans le déni, Mickey assure qu'il va lui-même prendre soin de lui.

### Cinquième Saison
Dans cette cinquième saison, Ian connait une descente en enfer avec de lourds problèmes notamment à cause de sa bipolarité.
Dans le premier épisode, on voit Ian après plusieurs semaines vivant toujours chez Mickey avec Sveltana et leur fils, Yevgeny. Si Mickey assure que Ian va bien à Fiona et Lip qui se préoccupent de son état, on voit qu'il a souvent des relations sexuelles avec d'autres hommes et continue à agir bizarrement. En réalité, on comprend que s'il trompe Mickey c'est à cause de sa maladie ayant comme symptôme l’hypersexualité.  
Ian continue à agir bizarrement, notamment lorsqu'il vole plein de valises de l’aéroport et qu'il prétend avoir besoin que tout soit bien rangé et organisé. Mickey commence alors à devenir inquiet.
Mais son inquiétude sera réelle et justifiée lorsque Ian rentre chez eux en disant qu'il a tourné dans un film porno pour de l'argent. Mickey lui annonce donc qu'il est malade et qu'il a besoin de se faire interner, Ian acquiesce mais par la suite s'enfuit avec Yevgeny. Lors de sa fuite, Mickey tentera de le joindre à plusieurs reprises en lui disant qu'il l'aime et qu'il s'inquiète pour lui. Bien qu'il s'occupe du bébé correctement, Ian laisse celui-ci dans une voiture pour aller trouver de l'argent. Une femme découvre le bébé dans la voiture et appelle la police. Ian croit en les voyant qu'il veulent lui voler son bébé, on comprend donc qu'il est vraiment malade. 
À la suite de ces événements, Mickey et la famille Gallagher décide qu'il a besoin de se faire interner. Il y restera 72 heures durant lequel il sera très confus et perdu. On apprend par la suite qu'il est diagnostiqué bipolaire et qu'il doit donc prendre des médicaments régulièrement. Enfin relâché de l’hôpital, Ian est toujours dans le déni par rapport à sa maladie et refuse de prendre ses médicaments. 
Bien que sa relation avec Mickey soit chaotique vis-à-vis de sa maladie, ils restent ensemble malgré tout, Mickey prenant soin de lui et faisant attention à ce qu'il prenne ses médicaments. 
Après avoir été arrêté par la police militaire, ayant été dénoncé par Sammi, sa demi-sœur, il sort de prison avec Monica et part donc avec elle, pensant qu'elle seule peut le comprendre étant donné qu'ils ont la même maladie. 
À la fin de la saison, il rompt avec Mickey car il comprend que sa maladie est finalement un obstacle entre eux.

### Sixième saison
Là ou Lip touche le fond, c’est l’inverse pour son frère : Ian a une évolution plutôt positive cette saison. Bien que Mickey ne soit plus là, Ian a su évoluer sans lui. À partir du moment où il s’est trouvé un but, une vocation, il n’a fait qu’aller de l’avant. Il maîtrise sa maladie, a rencontré Caleb qui lui fait du bien et il a trouvé un travail d'urgentiste digne de lui, qui le passionne et pour lequel il s’est battu. Le fait que Ian soit un peu en retrait de sa famille lui a permis de se focaliser sur lui-même et reprendre sa vie en mains. Après une saison 5 où il touchait le fond, la saison 6 l’a vu remonter la pente. Il est agréable de voir que les choses se passent bien pour au moins un des Gallagher. Si beaucoup ne sont pas fans de Caleb, on ne peut pas nier que sa présence a été positive pour Ian et qu’il a enfin une relation stable loin du chaos de Mickey. L’absence de Noel Fischer a dû être gérée par les scénaristes qui ont décidé de faire quelque chose de positif pour Ian après ses problèmes liés à sa bipolarité.

### Septième saison
Ian est un personnage assez complexe. Il n'a pas toujours eu de chance côté amour même pendant un moment on aurait pu penser qu'il avait trouvé une sorte de stabilité avec Mickey; or ce dernier fut arrêté pour tentative de meurtre sur Sammi. Ian affirme ne pas vouloir l'attendre et trouver l'amour ailleurs. Mais lorsque Mickey s'évade de prison, tout se chamboule, et ils recommencent leur relation tumultueuse. Mickey veut donc s'enfuir avec Ian au Mexique mais celui-ci change d'avis à la dernière minute laissant ainsi tomber Mickey. Ils s'embrassent une dernière fois passionnément avant que Mickey ne prenne la route sous le regard déchiré de Ian pensant avoir fait le bon choix. Cette fin a déchiré le cœur de plusieurs fans du couple Gallavich.

### Huitième saison
Ian tente de se réconcilier avec Trevor mais ce dernier lui résiste. Il est très attristé par la mort de Monica. Ian est également rebuté par le changement de Frank et pense qu'il a perdu la raison. Au milieu de la saison, il cesse de prendre ses médicaments et devient un fanatique religieux appelé Jésus gay et par conséquent il est arrêté pour une série d'actes d'incendie criminel.

### Neuvième saison
Ian a toujours des épisodes maniaco-dépressifs mais arrive quand même à s'en sortir grâce à ses médicaments . Il parle avec Terry de la prison et après cela, il s'enfuit presque mais décide contre, une conversation avec Fiona lui permet de faire un meilleur choix. Ian avoue être bipolaire à son audience et est envoyé en prison pour 2 ans, où il découvre que Mickey est son nouveau compagnon de cellule et les amoureux enfin réunis reprennent leur relation. Dans l'épisode final, Fiona lui rend visite et lui raconte ce qu'il se passe en son absence. Ian raconte à sa sœur la vie en prison et comment il s'accroche. Fiona lui parle bientôt de son argent et Ian persuade sa sœur aînée d'aller vivre sa vie ailleurs sans regarder en arrière. À la fin, il voit l'avion dans lequel elle est et lui dit adieu en silence.

### Dixième saison
Ian sort toujours avec Mickey, bien que les deux continuent d'avoir une relation difficile. Ian obtient finalement une libération conditionnelle avec Mickey étant libéré peu de temps après, mais ils obtiennent un agent de libération conditionnelle corrompu. Après le meurtre de l'agent de libération conditionnelle, Ian propose de ne pas être forcé de témoigner l'un contre l'autre en se mariant, mais après la découverte du véritable meurtrier de leur agent, Ian décide à la dernière seconde de ne plus épouser Mickey. Ian admet finalement des insécurités sur la façon dont Mickey peut aimer Ian avec ses problèmes psychologiques lorsque Mickey pourrait potentiellement trouver quelqu'un de mieux. Après avoir entendu Byron, le nouveau petit ami de Mickey, dire tous les défauts de Mickey l'homme qu'il aime, Ian bat Byron et propose à Mickey de l'épouser sur place qui accepte. Ian et Mickey se marient dans l'épisode 12.

### Développement
Ian a été décrit comme le "anti-Kurt Hummel". L'acteur, Cameron Monaghan, raconte qu'il a été attiré par le rôle par qu'il est "un de ces personnages complexes avec plusieurs couches, avec beaucoup de lutte intérieure." Il pense que Ian est différent des autres personnages d'adolescents gays de la télévision américaine car il ne se conforme pas aux stéréotypes gays et en raison de la combinaison de traits positifs du personnage. Il est intelligent et costaud et courageux et il est très attentionné et responsable -  et je pense que ce n'est pas toujours le cas dans un seul personnage."
Au panel de 2011 de la Television Critics Association, le producteur exécutif John Wells déclare qu'avec la majorité de Cameron Monaghan, il allait pouvoir explorer la sexualité de Ian, ce qu'il ne pouvait pas faire avant, puisqu'interdit par la loi fédérale.

### Réception
De nombreuses critiques louent la dynamique de Ian avec Lip. En revoyant le tout premier épisode, Sarah Hughes de The Independent écrit que leur relation était mise en valeur dans la série britannique et se montre tout aussi efficace dans l'adaptation américaine. Elle ajoute qu'elle admire l'interprétation de Monaghan pour avoir apporté "plus d'une nuance à la représentation d'un adolescent homosexuel vue à la télévision américaine." 
En général critique négatif des séries, Brian Lowry de Variety évalue que "le peu d'âme qu'elle possède" vient de la relation Lip-Ian. Matthew Gilbert de The Boston Globe décrit Monaghan comme "extraordinaire", et écrit : "Les moments où Lip confronte Ian à propos de sa sexualité sont remarquablement honnêtes et rafraichissant, et ils se rendent compte peu à peu qu'ils n'ont pas besoin de se comporter de façon hostile et prévisible." À l'opposé, Mary McNamara du Los Angeles Times fait remarquer que leur relation "approche le sentimental".
Le média gay AfterElton.com cita l'interprétation d'Ian par Monaghan en le nommant "acteur prometteur" pour 2011.